# Малко-Дряново
Ма́лко-Дря́ново (болг. Малко Дряново) — село в Старозагорській області Болгарії. Входить до складу общини Братя-Даскалові.

## Населення
За даними перепису населення 2011 року у селі проживали 95 осіб, з них 84 особи (98,8%) — болгари.
Розподіл населення за віком у 2011 році:
Динаміка населення: